# Напівпростий лінійний оператор
Напівпростий лінійний оператор — лінійне перетворення {\displaystyle A} векторного простору {\displaystyle V} над полем {\displaystyle K} для якого будь-який підпростір у {\displaystyle V}, що є інваріантним щодо {\displaystyle A}, має інваріантне пряме доповнення, тобто якщо {\displaystyle S\subset V} — лінійний підпростір, для якого {\displaystyle A(S)\subset S}, то також існує підпростір {\displaystyle T\subset V}, такий що {\displaystyle A(T)\subset T} і також {\displaystyle V=S\oplus T.}
Іншими словами, потрібно, щоб {\displaystyle A} визначав на {\displaystyle V} структуру напівпростого модуля над кільцем {\displaystyle K[A]}. 
У скінченновимірному випадку матриця, що є матрицею напівпростого лінійного перетворення називається напівпростою матрицею.

## Приклади
Прикладами напівпростих матриць і відповідно лінійних перетворень для скінченновимірних евклідових просторів є:
- Ортогональна матриця
- Симетрична матриця
- Кососиметрична матриця
- Будь-яка діагоналізовна матриця

## Властивості
- Властивість напівпростоти лінійних перетворень зберігається при переході до інваріантного підпростору {\displaystyle W\subset V} і до фактор-простору {\displaystyle V/W}.
- Для скінченновимірних просторів лінійне перетворення є напівпростим тоді і тільки тоді, коли його мінімальний многочлен не має кратних множників.
- У випадку простору над алгебрично замкнутим полем {\displaystyle K} це еквівалентно тому, що лінійне перетворення є діагоналізовним.
- Попереднє твердження буде справедливим і у випадку, коли всі власні значення лінійного перетворення належатимуть полю (не обов'язково алгебрично замкнутому), над яким визначений векторний простір.
- Якщо поле {\displaystyle K} є досконалим, то лінійне перетворення є напівпростим тоді і тільки тоді, коли воно є діагоналізовним у алгебричному замиканні поля.
- Якщо {\displaystyle L} — розширення поля {\displaystyle K} і {\displaystyle A_{L}=A\otimes 1} — продовження відображення {\displaystyle A} на простір {\displaystyle V_{L}=V\otimes _{K}L}, то з того що {\displaystyle A_{L}} є напівпростим випливає що і {\displaystyle A} є напівпростим. Якщо {\displaystyle L} є сепарабельним над {\displaystyle K}, то справедливим є і обернене твердження. Ендоморфізм {\displaystyle A} називається абсолютно напівпростим, якщо {\displaystyle A_{L}} є напівпростим для будь-якого розширення {\displaystyle L\supset K}. Для цього необхідно і достатньо, щоб мінімальний многочлен не мав кратних коренів в алгебраїчному замиканні поля {\displaystyle K}, тобто щоб ендоморфізм {\displaystyle A_{\bar {K}}} був діагоналізовним.